# Pronephrium acanthocarpum
Pronephrium acanthocarpum là một loài thực vật có mạch trong họ Thelypteridaceae. Loài này được (Copel.) Holttum miêu tả khoa học đầu tiên năm 1972.